# 육상자위대
육상자위대(陸上自衛隊 리쿠죠 지에이타이[*], 영어: Japan Ground Self Defense Force, JGSDF)는 육군에 해당하는 자위대의 구성군으로 자위대 내에서 일본 영토 방위, 육상 경비 부문 임무를 수행하고 있다.
현재 육상자위대의 사령관은 방대 32기(육사 44)의 제38대 모리시타 야스노리 육상막료장이다.

## 예하 조직

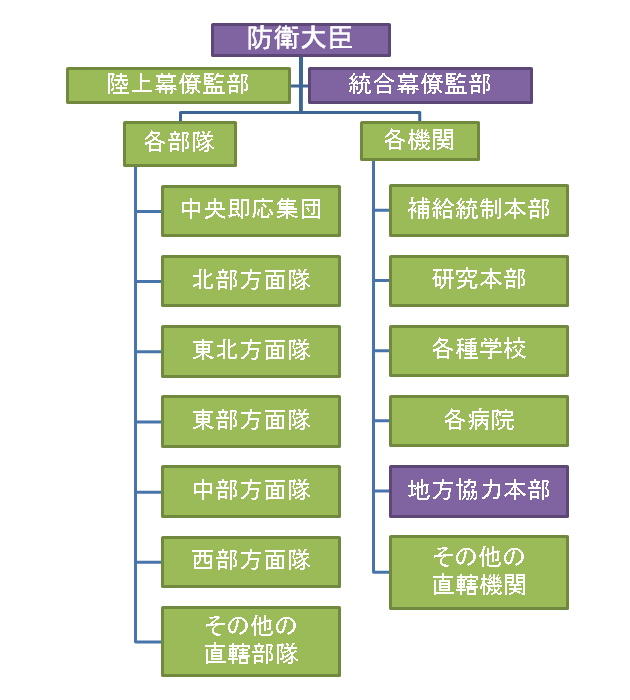
일본 육상자위대의 명령 체계

방면대 및 예하 사단의 배치도

- 육상총대
  -  1 공정단
  - 1 헬리콥터단
  - 중앙즉응연대
  - 특수작전군
  - 국제 활동 교육대
  - 중앙 특수 무기 방호대
  - 대특수 무기 의무대
- 북부 방면대
  - 북부방면 총감부
  -  2 사단
  -  7 사단
  -  5 여단
  -  11 여단
  - 1 포병단
  - 1 방공포단
  - 북부방면 직할대
- 동북 방면대
  - 동북방면 총감부
  -  6 사단
  -  9 사단
  - 2 공병단
  - 동북방면 혼성단
  - 동북방면대 직할대
- 동부 방면대
  - 동부방면 총감부
  -  1 사단
  -  12 여단
  - 1 공병단
  - 1 교육단
  - 동부방면대 직할대
- 중부 방면대
  - 중부방면 총감부
  -  3 사단
  -  10 사단
  -  13 여단
  -  14 여단
  - 4 공병단
  - 중부방면 혼성단
  - 중부방면대 직할대
- 서부 방면대
  - 서부방면 총감부 - 쿠마모토
  -  4 사단
  -  8 사단
  -  제15여단|
  - 1 혼성단
  - 2 방공포단
  - 5 공병단
  - 3 교육단
  - 서부방면대 직할대
- 보급 통제 본부
- 방위대신 직할부대
  - 통신단 - 도쿄 도 신주쿠 구 이치가야
  -  중앙정보대
  - 경무대
  - 중앙 회계대
  - 회계 감사대
  - 정보 보전대
  - 음악대
  - 중앙 업무 지원대
  - 중앙 관제 기상대

## 편제 단위
방면대(方面隊)
- 방면총감(方面總監) : 육장(陸將, 중장)
- 막료장(幕僚長) : 육장보(陸将補, 소장)
- 방면대는 1~3개사단과 수개여단 및 단과 직할부대로 구성된다.

| 사단(師團) - 사단장(師團長) : 육장(陸將) - 부사단장(副師團長) : 육장보(陸将補) - 막료장(幕僚長) : 1등 육좌(1等陸佐, 대령) - 사단은 통상 3~4개 일반전투연대하고 1~2포병연대, 후방지원연대, 전차대대, 공병대대, 통신대대, 방공포대대, 비행대, 정찰대, 화학방호대, 음악대, 본부대로 구성된다. | 여단(旅團) - 여단장(旅團長) : 육장보(陸將補) - 부여단장(副旅團長) : 1등 육좌(1等 陸佐) - 막료장(幕僚長) : 1등 육좌(1等 陸佐) - 여단은 사단이 축소된 부대이긴 하지만 규모가 사단급하고 비슷하다. | 단(團) - 단장(團長) : 육장보(陸將補) - 부단장(副團長) : 1등육좌(1等 陸佐) - 단은 일반국가의 여단급부대로, 여러 개의 군(群)이나 연대(連隊)로 편성된다. |

| 연대(連隊) - 연대장(連隊長) : 1등 육좌(1等陸佐） - 부연대장 : 2등 육좌(2等 陸佐, 중령) - 포병연대, 후방지원연대 등은 수개대대로 편성. - 보병연대, 전차연대, 방공포연대, 지대함미사일연대 등은 수개중대로 구성. | 군(群) - 군장(群長) : 1등 육좌(1等 陸佐) - 부군장(副群長) : 2등 육좌(2等 陸佐) - 군은 수개대대 혹은 수개중대로 구성. | 대대(大隊) - 대대장(大隊長): 2등 육좌(2等 陸佐) - 대대는 여러 개 중대로 구성된다. |

| 중대(中隊) - 중대장(中隊長) : 3등 육좌(3等 陸佐, 소령) 또는 1등 육위(1等 陸尉, 대위） - 수개소대로 구성 | 소대(小隊) - 소대장(小隊長) : 2등 육위(2等 陸尉, 중위) 또는 3등 육위(3等 陸尉, 소위) - 수개분대로구성 | 분대(分隊) - 분대장(分隊長) : 2등 육조(2等 陸曹, 중사) & 3등 육조(3等 陸曹, 하사) 4~7명으로 구성 | 반(班) - 반장(班長) : 이등 육조(2等 陸曹) & 3등 육조(3等 陸曹) 포병부대 등 기술병과부대에 있는 조직임 - 분대보다는 규모가 크고 소대보다는 작음 |

## 병과(담당업무부서)
- 보통과(보병) : 육군 전력의 주체가 되어 적을 공격해서 그를 섬멸하고, 영토를 점령하며, 적의 공격을 저지하고 격퇴하여 지역을 방어하는 것이 주된 임무.
- 장갑과(기갑) : 전차 부대와 정찰 부대가 있어, 주로 전차의 정확한 화력, 뛰어난 기동력 및 장갑 방어력에 의해 적을 압도 격파.
- 야전특과(포병) : 보병이나 기갑부대의 작전을 지원하고, 전투부대가 승리를 획득할 수 있도록 협력하는 역할을 주임무로 하는 육군 전투지원 병과.
- 고사특과(방공포병) : 대공 전투부대로서 항공기 등에 대해 사격을 실시하는 것과 동시에, 광범위하게 걸쳐 신속하고 조직적인 대공 정보 업무를 담당.
- 시설과(공병) : 전투부대를 지원하기 위해, 각종 시설 기재를 가지고 장애물 구축, 제거, 진지의 구축, 도하 등의 작업을 실시하는 것과 동시에, 시설 기재의 정비 업무를 담당.
- 항공과(항공, 육군항공) : 각종 헬리콥터 등을 보유하여 화력 지원, 항공 정찰, 부대의 공중 기동, 물자의 수송, 지휘 연락 등을 실시해 넓고 지상 부대를 담당.
- 통신과(통신) : 각종 통신 전자 장비를 가지고, 부대간의 지휘 연락을 위한 통신을 확보, 전자전의 주요한 부문을 담당하고 사진, 영화의 촬영 업무를 담당.
- 화학과(화학, 화생방) : 각종 화학 기재를 가지고, 방사성 물질 등으로 오염된 지역을 정찰해, 오염된 인원·장비품 등의 제독을 담당.
- 무기과(군수) : 화기, 차량, 유도 무기, 탄약의 보급·정비, 불발탄 처리 업무 담당.
- 수품과(보급, 군수지원) : 군복, 군량미, 전투식량, 연료, 탄약 등의 보급, 정비 및 회수, 급수, 세탁 업무 등을 담당.
- 수송과(수송) : 군수 물자, 병력의 수송을 담당.
- 위생과(의무) : 환자의 치료, 의료 시설로의 이송. 부대의 건강 관리. 방역 및 위생 기재 등의 보급·정비.
- 급양과(급식) : 대원들의 급식, 영양, 식자재 관리 업무 담당.
- 경무과(헌병) : 자위대 안의 경비 활동을 담당.
- 회계과(경리) : 예산, 자금, 급여, 조달 등의 회계 업무 담당.
- 음악과(군악) : 음악 연주를 통해서, 대원의 사기를 고양시키는 일을 담당.

## 장비
| - 전차 약 910여대 - GMBF 10식 전차 약 31대 - 90식 전차 340여대 - 74식 전차 560여대 | - 장갑차 730여대 - 73식 장갑차 340여대 - 89식 장갑차 80여대 - 97식 장갑차 160여대 - 87식 장갑차 100여대 - 105mm MCV | - 박격포 700여문 - 견인 곡사포 1,000여문 - 견인포 470여문 - 자주포 290여문 |

| - 다연장 로켓탄 90여문 - M270 MLRS 90여대 | - 박격포 1,300여문 - 대전차 화기 3,760여발 - 수송차량 5,000여대 | - 헬리콥터 690여대 - AH-64DJ Longbow Apache 13대 - AH-1S/F 코브라 73대 - OH-1 닌자 정찰헬기 34대 - UH-1J 휴이 다목적 헬기 140여대 - CH-47J/JA 치누크 헬기 94대 (2014년 기준) - UH-60JA 블랙호크 헬기 53대 (2014년 기준 UH-60 계열 227대) - OH-6D 정찰헬기 100여대 - 슈퍼퓨마 특별수송 헬기 |

- 지대함 미사일
  - 88식 지대함 미사일
  - 12식 지대함 미사일 (12식의 내륙깊숙한곳에서의 비행능력, 12식은 항법장치의 개선으로 인해서 심지어 내륙 100km안에 있어도 발사가 가능하다고 일본 자위대는 말한다.

그 뜻은 지상항법능력이 있다는 것이고 이건 기존의 대함 미사일들이 해안에 위치한 시설물만 공격할 수 있던것에 반해서 내륙 깊숙히 위치한 시설물도 공격할 수 있는 실질적인 지대지 순항 미사일의 능력이 있다는 의미이기도 하다.
12식은 앞으로 함정하고 전투기에도 탑재한다고 하여, 해상자위대하고 항공자위대에서도 운영 예정이다.
한마디로 12식은 지금까지의 일본공격수단의 단점인 장거리스텐드오프무기의 부족을 상당히 격감시킬수 있는 무기이다).

## 같이 보기
- 자위대
  - 해상자위대(JMSDF)
  - 항공자위대(JASDF)
- 주일 미군